# Manufacturing execution system
Manufacturing Execution System (MES) är ett övergripande system för styrning och övervakning av produktionsprocesser. Ett sådant system brukar främst innehålla funktioner för hantering av godsmottagning, produktionsordrar och tillhörande begrepp. MES används inom branschen automation, det vill säga produktion av mjukvara och hårdvara för automatisering av produktionsprocesser och andra processer. Ibland kan begreppet anses vara en del av begreppet affärssystem, men eftersom affärssystem främst behandlar företaget i stort och speciellt ekonomiska faktorer så är det vanligast idag att det säljs som ett eget system. Detta beror också på att den kompetens som krävs för implementation av ett MES-system oftast saknas hos leverantörer av affärssystem.

## Historia
System av denna typ har funnits länge i industrin, men de har haft andra namn, såsom produktionsdatabas, adminsystem och liknande. Redan på 1980-talet fanns begreppet MES men användes då av få.
Vanligaste var att MES-funktionerna implementeras i ett HMI- eller SCADA-system. Problemet var då att programkoden har spridits ut på ett flertal ställen i systemet på grund av det sätt som skript-språken i många HMI-system fungerar. Det har bland annat gjort det svårt att underhålla systemet eftersom programkoden varit svår att överblicka. Typiska MES-funktioner som utförts på detta sätt är start och övervakning av orderbaserad tillverkning, recept och enkel lagerhantering - främst av lager direkt i processens silor och tankar.
SCADA-systemen har också innehållit ett antal funktioner som tillhör begreppet MES. Vanligt är att recepthantering funnits som tillval. Det har ofta varit enkla recept som i princip endast är en lista på parametrar, varav vissa skalas om i förhållande till orderstorleken (exempelvis råvaror). Även historik-insamling, grafisk åskådliggörande av densamma samt vissa enklare analysfunktioner har förekommit.

## Idag
Idag har akronymen MES fått ett stort genomslag inom industrin, och många företag levererar system under beteckningen MES. Dessa kan vara av olika storlek och omfatta några eller alla av de 11 punkter som organisationen MESA (Manufacturing Enterprise Solutions Association) satt upp som kriterier för ett MES-system. Man behöver dock inte implementera alla 11 funktionerna för att det skall få kallas för ett MES-system.

## Standarder
Förutom MESA:s definition av de 11 MES-funktionerna så har den amerikanska standardiseringsorganisationen ISA tagit fram åtminstone två viktiga standarder som berör området MES, ISA-S88 och ISA-S95. Dessa standarder har även antagits av andra standardiseringsorganisationer såsom IEC och ANSI. ISA-S88 (IEC 61512, svensk standard SS-EN 61512) berör batchvis tillverkning och ISA-S95 (IEC 62264, svensk standard SS-EN 62264) handlar om kommunikationen mellan MES-system och andra system, främst ERP-system (affärssystem).
De 11 funktioner MESA har som definition på ett MES-system:
1. Resource allocation and status
2. Operations / Detailed scheduling
3. Dispatching production units
4. Document control
5. Data collection / Acquisition
6. Labor management
7. Quality management
8. Process management
9. Maintenance management
10. Product tracking and genealogy
11. Performance analysis

World Batch Forum har tagit fram standardmetoder för kommunikation mellan MES-system och omvärlden, Business to Manufacturing Markup Language B2MML för implementation av ISA-S95 samt Batch Markup Language BatchML för implementation av ISA-S88.

## Gränsen mellan SCADA och MES
Det är svårt att dra en klar och tydlig gräns mellan vad som är ett MES-system och vad som är ett SCADA-system. Som nämnts ovan har SCADA-system många gånger implementera flera MES-funktioner, och fler har kunnat läggas till med hjälp av SCADA-systemets skriptspråk. Samtidigt är MES-systemet helt beroende av kontakt med omvärlden i form av signaler från underliggande styrsystem. Dessa hämtas ibland ifrån SCADA-system, men lika ofta hämtas de in direkt via teknik såsom OPC. 
En anledning till den förvirring man kan känna inför detta kan kanske sökas i det lista över MES-funktioner som presenteras ovan. Exempelvis låter "Data collection / Acquisition" som en typisk SCADA-funktion. Det går alltså att se ett SCADA-system som en lite delmängd av ett MES-system, väl avpassat för just sin uppgift. Även den i automationsbranschen välkända pyramiden som ursprungligen kommer från begreppet Computer-integrated manufacturing (CIM) stödjer denna tanke. Dock ritas ibland MES och SCADA som två skilda lager, där MES-lagret vilar på SCADA-lagret. Vid andra tillfällen ritas de i samma lager. Det ger ofta upphov till minst problem i form av gränsdragningar och annat om man ser dem som två delsystem i samma lager.

## Andra typer av relaterade system
MES-system är inte isolerade öar i fabriken, utan kommunicerar med ett eller flera andra system för att lösa sin uppgift. Exempel på sådana system är:
- ERP Enterprise Resource Planning, på svenska affärssystem, övergripande system för hela företaget
- CRM Customer relationship management för hantering av kund- och även leverantörskontakter
- PDM Product Data Management för hantering av (komplexa) produkter, där man samlar information om själva produkten
- SCM Supply chain management för hanteringen av försörjningskedjan (beställningar till underleverantörer, leveranser etc.)
- APS Advanced Planning and Scheduling som är ett system för avancerad planering av till exempel tillverkning
- WMS Warehouse Management System för hantering av lager
- LIMS Laboratory Information Management System för hantering av provtagning i samband med tillverkning
- Underhållssystem för att hantera underhållsarbete och reparationer på utrustning
- HMI- eller SCADA-system för visualisering av till exempel produktionsprocesser (även styrning)
- PLC-system för automatisk styrning, reglering och övervakning på lägre nivå